# آلن ملیکجانیان
آلن ملیکجانیان (ارمنی: Ալան Մելիքջանյան انگلیسی: Alan Melikdjanian؛ زادهٔ ۱۳ آوریل ۱۹۸۰) کارگردان فیلم، آهنگ‌ساز، و یوتیوبر اهل لتونی است.
ملیکجانیان از پدر و مادری بازیگر سیرک دوران شوروی به دنیا آمد و اصالتاً ارمنی و روسی دارد. پدرش، ویلن، مجری معروفی بود. او تا سن ۶ سالگی با والدینش به اتحاد جماهیر شوروی سفر کرد و در آنجا با مادربزرگش زندگی کرد و در مدرسه حضور داشت. در طول تابستان، او با پدر و مادرش تور را از سر می‌گرفت. ملیکجانیان در جوانی خود بیشتر اوقات فراغت خود را صرف تقلید از سبک‌های انیمیشن سازان دیزنی می‌کرد.
خانواده او در اواخر دهه ۱۹۸۰ به ایالات متحده فرار کردند. او دو سال بعد دوباره به آنها ملحق شد، در دبیرستان هنرهای فنی ویلیام اچ ترنر در میامی، جایی که تولید ویدئو و انیمیشن سه بعدی را مطالعه کرد. او از دانشگاه بین‌المللی هنر و طراحی میامی با مدرک لیسانس هنرهای زیبا در تولید فیلم فارغ‌التحصیل شد

#### شغل
ملیکجانیان یکی از بنیانگذاران و مدیر خلاق FilmNet.com، و یکی از بنیانگذاران و مدیر ارشد خلاقیت Openfilm بود که هر دو به‌عنوان جایگزینی برای سایت اشتراک‌گذاری ویدیوی محبوب YouTube بشمار می‌روند، اما برای فیلمسازان آماتور جدی که «نمی‌خواهند کار خود را در کنار کارهای متوسط YouTube قرار دهند». Openfilm در اوت ۲۰۱۵ بسته شد.
او همچنین مالک کانال یوتیوب "Captain Disillusion" تقریباً ۲٫۳۶ میلیون مشترک و ۲۳۰ میلیون بازدید داشته است (تا اکتبر ۲۰۲۲). در این کانال، او در میان چیزهای دیگر، ویدیوهای "تقلب" ویروسی و ماوراء الطبیعه را بی‌اعتبار می‌کند، این کار را به صورت طنز، و با تمرکز شدید بر جلوه‌های بصری انجام می‌دهد. او ویدیوهای خود را با استفاده از برنامه‌های نرم‌افزاری مختلف ویرایش می‌کند که با Avid Media Composer و سپس Adobe After Effects , Blender، و Da Vinci Resolve شروع می‌شود.
ملیکجانیان در ویدیوهای خود یک لباس ورزشی قدیمی دهه ۱۹۸۰ می‌پوشد که نیمه پایین صورتش با رنگ متالیک پوشانده شده است.

### فیلموگرافی
۲۰۰۱: قلمرو
۲۰۰۶: همشهری ماوژیک